# رون موس
رونالد مونتاج موس (4 مارس، 1952 -) هو ممثل ومغني وكاتب أغاني أمريكي.

## حياته ونشأته
ولد في لوس أنجلوس في 4 آذار (مارس)، 1952. وهو موسيقي ومغنٍ وكاتب أغاني، فهو عضو في فرقة «عازف»، وقد اشتهر لأداء دور «ريدج فورستر» في المسلسل الأمريكي من إنتاج سي بي إس الجريء والجميلة والذي استمر من 1987 حتى 2012.

## روابط خارجية
- الموقع الرسمي
- رون موس على موقع IMDb (الإنجليزية)
- رون موس على موقع ألو سيني (الفرنسية)
- رون موس على موقع ميوزك برينز (الإنجليزية)
- رون موس على موقع أول موفي (الإنجليزية)
- رون موس على موقع إن إن دي بي (الإنجليزية)
- رون موس على موقع أول ميوزيك (الإنجليزية)
- رون موس على موقع ديسكوغز (الإنجليزية)
- رون موس على موقع قاعدة بيانات الفيلم (الإنجليزية)
- رون موس على موقع كينوبويسك (الروسية)
- رون موس - معلومات شخصية